# Klára Vytisková
Klára Vytisková (* 3. května 1985 Praha) je česká zpěvačka, moderátorka a porotkyně 4. řady soutěže Česko Slovenská SuperStar.

## Život
Vystudovala jazzový zpěv a skladbu na konzervatoři Jaroslava Ježka. Momentálně[kdy?] zpívá v kapele Toxique, vystupovala také s kapelou Neřež nebo s Michalem Hrůzou. Získala cenu Anděl – Objev roku 2008 a tři nominace na Anděla, jedna z nich byla i zpěvačka roku, ve které byla nominována. Moderovala také hudební pořad Medúza. Jako porotkyně vystupovala ve 4. řadě soutěže Česko Slovenská SuperStar. V roce 2015 vydala pod jménem „Klara.“ sólové album Home, na kterém vystupuje také její mladší sestra Tereza (jako Edna Green).
S manželem Romanem Víchou, bubeníkem skupiny Toxique, má dvě dcery Emilii (* 2014)a Olivii (* 2017) a syna Alfonse (* 2021).